# مارین فین
مارین فین (هلندی: Marijn Veen؛ زادهٔ ۱۸ نوامبر ۱۹۹۶) بازیکن هاکی روی چمن زن اهل هلند است.